# بیابان گریت سالت لیک

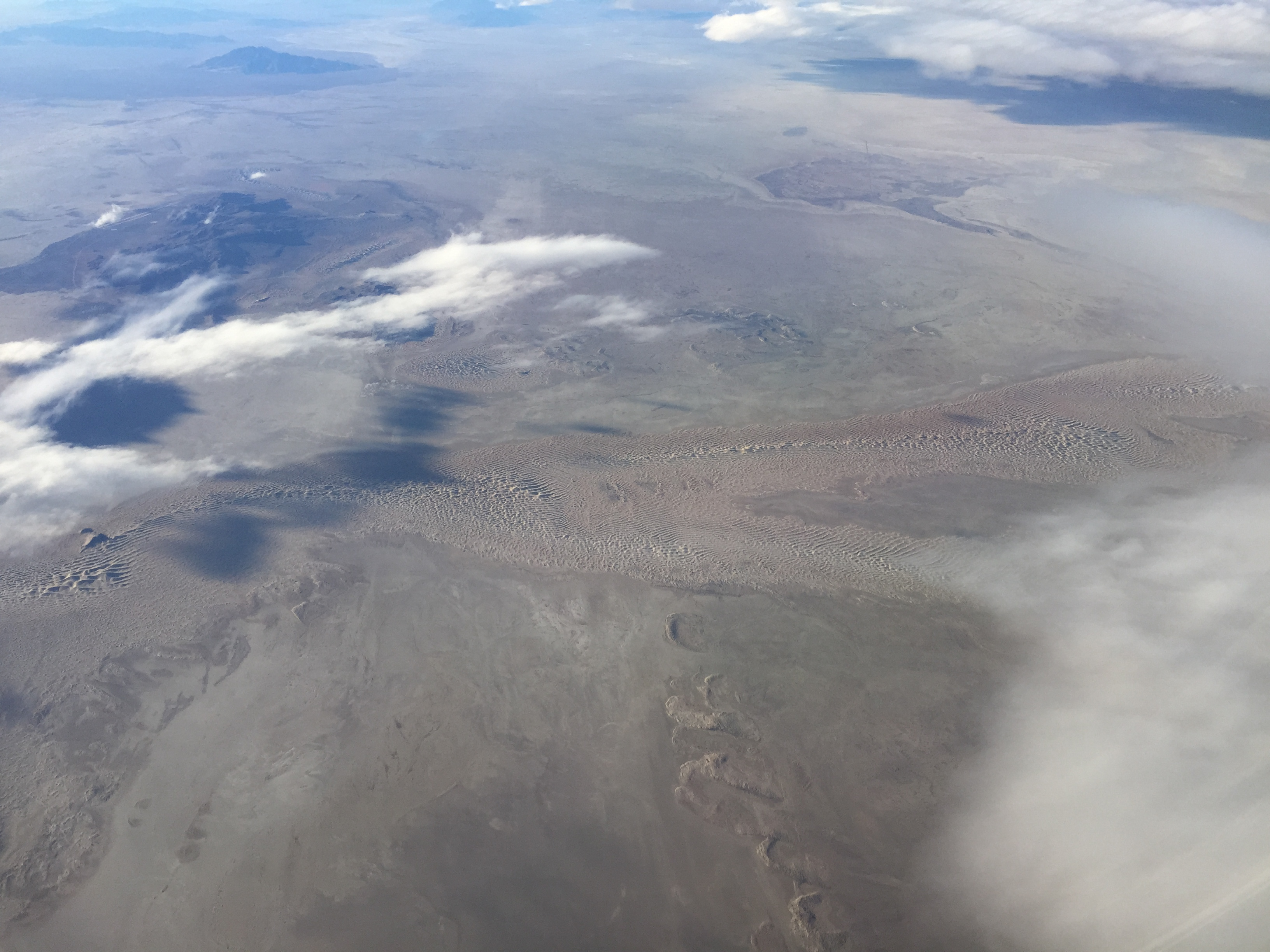
تصویر هوایی بیابان گریت سالت لیک

بیابان گریت سالت لیک یا بیابان دریاچه نمک بزرگ نام یک دریاچهٔ خشک شده در شمال یوتای آمریکا است که میان دریاچه نمک یوتا و مرز نوادا قرار دارد.
چندین رشته کوه کوچک از میان دریاچه رد می‌شود یا در مرز آن قرار دارد. زمستان‌های بیابان سرد و تابستان‌هایش داغ است این بیابان نمونهٔ خوبی از بیابان با هوای سرد است. ارتفاع این بیابان ۴۲۵۰ پا بالاتر از سطح دریا است از این رو نسبت به بیابان‌هایی که در ارتفاع پایین‌تر قرار دارند مانند بیابان موهاوی سردتر است این بیابان به دلیل ارتفاع و خشکی پس از غروب آفتاب خیلی زود دمایش افت می‌کند شب‌های تابستان در این بیابان دمای مطلوبی دارد دمای بیابان در زمستان در طول ریز بالاتر از دمای انجماد است اما شب‌ها به شدت سرد و زیر دمای انجماد آب است. چندین گیاه بهینه شده با محیط خشک در آن رشد می‌کند. بیشتر دریاچه کمتر از ۲۰۰ میلیمتر در سال بارندگی دارد. در بخش شمال بیابان آموزش‌های نظامی انجام می‌شود.